# Sad Cypress
Sad Cypress (Cipreste Triste, no Brasil / Poirot Salva o Criminoso ou As aparências iludem   em Portugal) é um romance policial de Agatha Christie, publicado em 1940. 
É um caso do detetive belga Hercule Poirot.

## Enredo
Elinor Carlisle é uma bela jovem, noiva de Roderick Welman e sobrinha da esposa do tio dele, Laura Welman. Viúva, Laura tem Elinor como sua herdeira natural caso venha a falecer sem deixar testamento. Um dia, Elinor recebe uma carta anônima insinuando que sua herança pode estar ameaçada por uma jovem que tem ficado muito próxima de Laura, a linda e encantadora Mary Gerard, filha de um dos empregados. Preocupados com isso e com a saúde de Laura, que está cada vez pior, Elinor e Roderick se dirigem à Mansão de sua tia. Ao chegarem lá, Roderick se vê repentinamente apaixonado por Mary. 
Não demora para que Laura faleça, antes de deixar um testamento, tornando Elinor sua única herdeira. Após isso, Elinor, profundamente ferida por amar demais Roderick, termina o relacionamento, disposta a tudo para esconder como verdadeiramente se sente. Os três jovens seguem rumos distintos, mas quando Mary é misteriosamente assassinada, a única suspeita é Elinor, que tinha todos os motivos e a oportunidade perfeita para cometer o crime. 
Mas as aparências não são o suficiente para convencer Hercule Poirot, que vai a fundo para descobrir a verdade. 